# Campeonato Mundial de Voleibol Femenino Sub-18 de 2013
El XIII Campeonato Mundial de Voleibol Femenino Sub-18 se celebró en Nakhon Ratchasima, Tailandia, entre el 26 de julio y el 4 de agosto de 2013 por la Federación Internacional de Voleibol. Fue la primera edición con 20 participantes, a si María Fernanda 

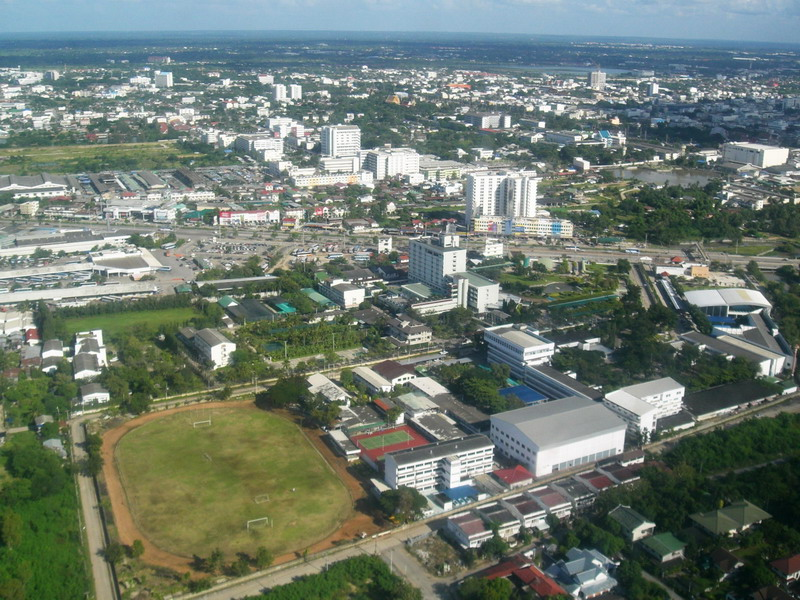
Nakhon Ratchasima, sede del XIII Campeonato Mundial de Voleibol Femenino Sub-18.

## Clasificaciones
| Confederación | Método de clasificación                                     | Fecha                          | Lugar                             | Vacantes | Equipo                                                   |
| ------------- | ----------------------------------------------------------- | ------------------------------ | --------------------------------- | -------- | -------------------------------------------------------- |
| FIVB          | Sede                                                        | 18 de marzo de 2012            | Lausana, Suiza                    | 1        | Tailandia                                                |
| AVC           | Campeonato Asiático de Voleibol Femenino Sub-18 de 2012     | 06-11 de agosto de 2012        | Ziyang/Sichuan, China             | 3        | China Japón China Taipéi                                 |
| CAVB          | Campeonato Africano de Voleibol Femenino Sub-18 de 2013     | 25-27 de marzo de 2013         | El Cairo, Egipto                  | 3        | Egipto · Túnez · Argelia                                 |
| CEV           | Campeonato Europeo de Voleibol Femenino Sub-18 de 2013      | 29 de marzo-7 de abril de 2013 | Kladovo, Serbia · Bar, Montenegro | 6        | Polonia · Italia · Turquía · Serbia · Grecia · Eslovenia |
| CSV           | Campeonato Sudamericano de Voleibol Femenino Sub-18 de 2012 | 22-26 de noviembre de 2012     | Callao, Perú                      | 3        | Perú · Brasil · Argentina                                |
| NORCECA       | Campeonato NORCECA de Voleibol Femenino Sub-18 de 2012      | 06-11 de agosto de 2012        | Tijuana, México                   | 3        | Estados Unidos · República Dominicana · México           |
| UPV           | Copa Panamericana de Voleibol Femenino Sub-18 de 2013       | 27 de abril-5 de mayo de 2013  | Ciudad de Guatemala, Guatemala    | 1        | Puerto Rico                                              |

## Equipos participantes
| Grupo A     | Grupo B   | Grupo C              | Grupo D      |
| ----------- | --------- | -------------------- | ------------ |
| Puerto Rico | Argentina | Estados Unidos       | Turquía      |
| Tailandia   | Polonia   | Eslovenia            | Italia       |
| Egipto      | Japón     | Argelia              | Perú         |
| Serbia      | Grecia    | Brasil               | México       |
| Túnez       | China     | República Dominicana | China Taipéi |

## Primera fase

### Grupo A

#### Clasificación
| Pos. | Equipo      | PJ | PG | PP | SF | SC | DS  | PTOS. |
| ---- | ----------- | -- | -- | -- | -- | -- | --- | ----- |
| 1    | Serbia      | 4  | 4  | 0  | 12 | 0  | 12  | 12    |
| 2    | Tailandia   | 4  | 3  | 1  | 9  | 5  | 4   | 9     |
| 3    | Puerto Rico | 4  | 2  | 2  | 7  | 7  | 0   | 6     |
| 4    | Egipto      | 4  | 1  | 3  | 4  | 9  | –5  | 3     |
| 5    | Túnez       | 4  | 0  | 4  | 1  | 12 | –11 | 0     |

#### Clasificación para la segunda fase
|  | Clasificado para los octavos de final            |
|  | Clasificado para competir del 17.º al 20.º lugar |

#### Resultados
| Fecha   |             | Resultado |             | Set   | Set   | Set   | Set   | Set | Puntuación total | Reporte |
| Fecha   | 1           | Resultado | 2           | 3     | 4     | 5     |       |     | Puntuación total | Reporte |
| ------- | ----------- | --------- | ----------- | ----- | ----- | ----- | ----- | --- | ---------------- | ------- |
| 26-7-13 | Egipto      | 1-3       | Tailandia   | 23-25 | 21-25 | 25-22 | 19-25 |     | 88-97            | P2P3    |
| 26-7-13 | Túnez       | 0-3       | Serbia      | 15-25 | 21-25 | 07-25 |       |     | 43-75            | P2P3    |
| 27-7-13 | Puerto Rico | 3-1       | Túnez       | 24-26 | 25-22 | 25-17 | 25-21 |     | 99-86            | P2P3    |
| 27-7-13 | Serbia      | 3-0       | Egipto      | 25-14 | 25-14 | 25-20 |       |     | 75-48            | P2P3    |
| 28-7-13 | Egipto      | 0-3       | Puerto Rico | 16-25 | 20-25 | 21-25 |       |     | 57-75            | P2P3    |
| 28-7-13 | Tailandia   | 0-3       | Serbia      | 17-25 | 22-25 | 11-25 |       |     | 50-75            | P2P3    |
| 29-7-13 | Túnez       | 0-3       | Egipto      | 18-25 | 24-26 | 09-25 |       |     | 51-76            | P2P3    |
| 29-7-13 | Puerto Rico | 1-3       | Tailandia   | 21-25 | 30-28 | 21-25 | 23-25 |     | 95-103           | P2P3    |
| 30-7-13 | Serbia      | 3-0       | Puerto Rico | 25-13 | 25-16 | 25-23 |       |     | 75-52            | P2P3    |
| 30-7-13 | Tailandia   | 3-0       | Túnez       | 25-22 | 25-20 | 25-12 |       |     | 75-54            | P2P3    |

### Grupo B

#### Clasificación
| Pos. | Equipo    | PJ | PG | PP | SF | SC | DS | PTOS. |
| ---- | --------- | -- | -- | -- | -- | -- | -- | ----- |
| 1    | Japón     | 4  | 3  | 1  | 9  | 6  | 2  | 8     |
| 2    | Polonia   | 4  | 3  | 1  | 9  | 8  | 1  | 7     |
| 3    | China     | 4  | 2  | 2  | 9  | 7  | 2  | 7     |
| 4    | Grecia    | 4  | 1  | 3  | 7  | 9  | –2 | 4     |
| 5    | Argentina | 4  | 1  | 3  | 5  | 9  | –4 | 4     |

#### Clasificación para la segunda fase
|  | Clasificado para los octavos de final            |
|  | Clasificado para competir del 17.º al 20.º lugar |

#### Resultados
| Fecha   |           | Resultado |           | Set   | Set   | Set   | Set   | Set   | Puntuación total | Reporte |
| Fecha   | 1         | Resultado | 2         | 3     | 4     | 5     |       |       | Puntuación total | Reporte |
| ------- | --------- | --------- | --------- | ----- | ----- | ----- | ----- | ----- | ---------------- | ------- |
| 26-7-13 | Polonia   | 3-2       | Grecia    | 20-25 | 26-28 | 25-20 | 28-26 | 15-10 | 114-109          | P2P3    |
| 26-7-13 | Japón     | 3-2       | China     | 27-25 | 18-25 | 24-26 | 25-20 | 17-15 | 111-111          | P2P3    |
| 27-7-13 | Argentina | 3-0       | Japón     | 25-23 | 34-32 | 25-21 |       |       | 84-76            | P2P3    |
| 27-7-13 | China     | 1-3       | Polonia   | 21-25 | 21-25 | 25-21 | 24-26 |       | 91-97            | P2P3    |
| 28-7-13 | Grecia    | 1-3       | China     | 07-25 | 16-25 | 25-19 | 10-25 |       | 58-94            | P2P3    |
| 28-7-13 | Polonia   | 3-2       | Argentina | 25-23 | 23-25 | 24-26 | 25-14 | 15-12 | 112-100          | P2P3    |
| 29-7-13 | Japón     | 3-0       | Polonia   | 25-15 | 25-19 | 25-16 |       |       | 75-50            | P2P3    |
| 29-7-13 | Argentina | 0-3       | Grecia    | 15-25 | 25-27 | 19-25 |       |       | 59-77            | P2P3    |
| 30-7-13 | Grecia    | 1-3       | Japón     | 25-22 | 15-25 | 16-25 | 21-25 |       | 97-77            | P2P3    |
| 30-7-13 | China     | 3-0       | Argentina | 25-21 | 25-13 | 25-18 |       |       | 75-52            | P2P3    |

### Grupo C

#### Clasificación
| Pos. | Equipo          | PJ | PG | PP | SF | SC | DS  | PTOS. |
| ---- | --------------- | -- | -- | -- | -- | -- | --- | ----- |
| 1    | Estados Unidos  | 4  | 3  | 1  | 10 | 3  | 7   | 9     |
| 2    | Brasil          | 4  | 3  | 1  | 9  | 5  | 4   | 9     |
| 3    | Eslovenia       | 4  | 2  | 2  | 8  | 7  | 1   | 6     |
| 4    | Rep. Dominicana | 4  | 2  | 2  | 7  | 7  | 0   | 6     |
| 5    | Argelia         | 4  | 0  | 4  | 0  | 12 | –12 | 0     |

#### Clasificación para la segunda fase
|  | Clasificado para los octavos de final            |
|  | Clasificado para competir del 17.º al 20.º lugar |

#### Resultados
| Fecha   |                 | Resultado |                 | Set   | Set   | Set   | Set   | Set | Puntuación total | Reporte |
| Fecha   | 1               | Resultado | 2               | 3     | 4     | 5     |       |     | Puntuación total | Reporte |
| ------- | --------------- | --------- | --------------- | ----- | ----- | ----- | ----- | --- | ---------------- | ------- |
| 26-7-13 | Eslovenia       | 3-0       | Argelia         | 25-06 | 25-19 | 25-20 |       |     | 75-45            | P2P3    |
| 26-7-13 | Brasil          | 3-1       | Rep. Dominicana | 15-25 | 33-31 | 25-08 | 32-30 |     | 105-94           | P2P3    |
| 27-7-13 | Argelia         | 0-3       | Brasil          | 08-25 | 15-25 | 11-25 |       |     | 34-75            | P2P3    |
| 27-7-13 | Estados Unidos  | 1-3       | Eslovenia       | 23-25 | 15-25 | 25-18 | 22-25 |     | 85-93            | P2P3    |
| 28-7-13 | Brasil          | 0-3       | Estados Unidos  | 17-25 | 15-25 | 21-25 |       |     | 53-75            | P2P3    |
| 28-7-13 | Rep. Dominicana | 3-0       | Argelia         | 25-10 | 25-14 | 25-10 |       |     | 75-34            | P2P3    |
| 29-7-13 | Estados Unidos  | 3-0       | Rep. Dominicana | 25-21 | 25-15 | 25-22 |       |     | 75-58            | P2P3    |
| 29-7-13 | Eslovenia       | 1-3       | Brasil          | 25-15 | 19-25 | 11-25 | 15-25 |     | 70-90            | P2P3    |
| 30-7-13 | Rep. Dominicana | 3-1       | Eslovenia       | 22-25 | 25-20 | 25-19 | 25-23 |     | 97-87            | P2P3    |
| 30-7-13 | Argelia         | 0-3       | Estados Unidos  | 12-25 | 18-25 | 07-25 |       |     | 37-75            | P2P3    |

### Grupo D

#### Clasificación
| Pos. | Equipo       | PJ | PG | PP | SF | SC | DS | PTOS. |
| ---- | ------------ | -- | -- | -- | -- | -- | -- | ----- |
| 1    | Turquía      | 4  | 3  | 1  | 9  | 5  | 4  | 9     |
| 2    | Perú         | 4  | 3  | 1  | 10 | 7  | 3  | 7     |
| 3    | Italia       | 4  | 2  | 2  | 9  | 6  | 3  | 7     |
| 4    | China Taipéi | 4  | 1  | 3  | 5  | 9  | –4 | 4     |
| 5    | México       | 4  | 1  | 3  | 3  | 9  | –6 | 3     |

#### Clasificación para la segunda fase
|  | Clasificado para los octavos de final            |
|  | Clasificado para competir del 17.º al 20.º lugar |

#### Resultados
| Fecha   |              | Resultado |              | Set   | Set   | Set   | Set   | Set   | Puntuación total | Reporte |
| Fecha   | 1            | Resultado | 2            | 3     | 4     | 5     |       |       | Puntuación total | Reporte |
| ------- | ------------ | --------- | ------------ | ----- | ----- | ----- | ----- | ----- | ---------------- | ------- |
| 26-7-13 | Perú         | 3-0       | México       | 25-18 | 25-18 | 25-13 |       |       | 75-49            | P2P3    |
| 26-7-13 | Turquía      | 3-1       | Italia       | 19-25 | 25-19 | 25-17 | 25-23 |       | 94-84            | P2P3    |
| 27-7-13 | Italia       | 2-3       | Perú         | 28-26 | 25-19 | 20-25 | 22-25 | 13-15 | 108-110          | P2P3    |
| 27-7-13 | China Taipéi | 0-3       | Turquía      | 17-25 | 16-25 | 23-25 |       |       | 56-75            | P2P3    |
| 28-7-13 | Perú         | 3-2       | China Taipéi | 23-25 | 25-19 | 25-27 | 25-20 | 15-09 | 113-100          | P2P3    |
| 28-7-13 | México       | 0-3       | Italia       | 15-25 | 12-25 | 17-25 |       |       | 44-75            | P2P3    |
| 29-7-13 | Turquía      | 3-1       | Perú         | 25-22 | 23-25 | 25-17 | 25-19 |       | 98-83            | P2P3    |
| 29-7-13 | China Taipéi | 3-0       | México       | 25-12 | 25-19 | 25-14 |       |       | 75-45            | P2P3    |
| 30-7-13 | Italia       | 3-0       | China Taipéi | 25-14 | 25-10 | 25-11 |       |       | 75-35            | P2P3    |
| 30-7-13 | México       | 3-0       | Turquía      | 25-17 | 25-22 | 25-21 |       |       | 75-63            | P2P3    |

## Fase final

### Clasificación 1.º-8.º puesto
|  | Octavos de final | Octavos de final |                |                 | Cuartos de final | Cuartos de final |  |        | Semifinales | Semifinales |        |                | Final        | Final  |  |
|  | 1-8-13           | 1-8-13           |                |                 | 2-8-13           | 2-8-13           |  |        | 3-8-13      | 3-8-13      |        |                | 4-8-13       | 4-8-13 |  |
|  |                  |                  |                |                 |                  |                  |  |        |             |             |        |                |              |        |  |
|  |                  |                  |                |                 |                  |                  |  |        |             |             |        |                |              |        |  |
|  | Japón            | 3                |                |                 |                  |                  |  |        |             |             |        |                |              |        |  |
|  | Japón            | 3                |                |                 |                  |                  |  |        |             |             |        |                |              |        |  |
|  | Egipto           | 0                |                |                 |                  |                  |  |        |             |             |        |                |              |        |  |
|  | Egipto           | 0                |                | Japón           | 0                |                  |  |        |             |             |        |                |              |        |  |
|  |                  |                  |                | Japón           | 0                |                  |  |        |             |             |        |                |              |        |  |
|  |                  |                  | Brasil         | 3               |                  |                  |  |        |             |             |        |                |              |        |  |
|  | Brasil           | 3                | Brasil         | 3               |                  |                  |  |        |             |             |        |                |              |        |  |
|  | Brasil           | 3                |                |                 |                  |                  |  |        |             |             |        |                |              |        |  |
|  | Italia           | 2                |                |                 |                  |                  |  |        |             |             |        |                |              |        |  |
|  | Italia           | 2                |                |                 |                  |                  |  | Brasil | 2           |             |        |                |              |        |  |
|  |                  |                  |                |                 |                  |                  |  | Brasil | 2           |             |        |                |              |        |  |
|  |                  |                  | Estados Unidos | 3               |                  |                  |  |        |             |             |        |                |              |        |  |
|  | Puerto Rico      | 1                | Estados Unidos | 3               |                  |                  |  |        |             |             |        |                |              |        |  |
|  | Puerto Rico      | 1                |                |                 |                  |                  |  |        |             |             |        |                |              |        |  |
|  | Polonia          | 3                |                |                 |                  |                  |  |        |             |             |        |                |              |        |  |
|  | Polonia          | 3                |                | Polonia         | 2                |                  |  |        |             |             |        |                |              |        |  |
|  |                  |                  |                | Polonia         | 2                |                  |  |        |             |             |        |                |              |        |  |
|  |                  |                  | Estados Unidos | 3               |                  |                  |  |        |             |             |        |                |              |        |  |
|  | Estados Unidos   | 3                | Estados Unidos | 3               |                  |                  |  |        |             |             |        |                |              |        |  |
|  | Estados Unidos   | 3                |                |                 |                  |                  |  |        |             |             |        |                |              |        |  |
|  | China Taipéi     | 0                |                |                 |                  |                  |  |        |             |             |        |                |              |        |  |
|  | China Taipéi     | 0                |                |                 |                  |                  |  |        |             |             |        | Estados Unidos | 0            |        |  |
|  |                  |                  |                |                 |                  |                  |  |        |             |             |        | Estados Unidos | 0            |        |  |
|  |                  |                  | China          | 3               |                  |                  |  |        |             |             |        |                |              |        |  |
|  | Turquía          | 1                | China          | 3               |                  |                  |  |        |             |             |        |                |              |        |  |
|  | Turquía          | 1                |                |                 |                  |                  |  |        |             |             |        |                |              |        |  |
|  | Rep. Dominicana  | 3                |                |                 |                  |                  |  |        |             |             |        |                |              |        |  |
|  | Rep. Dominicana  | 3                |                | Rep. Dominicana | 2                |                  |  |        |             |             |        |                |              |        |  |
|  |                  |                  |                | Rep. Dominicana | 2                |                  |  |        |             |             |        |                |              |        |  |
|  |                  |                  | China          | 3               |                  |                  |  |        |             |             |        |                |              |        |  |
|  | Tailandia        | 0                | China          | 3               |                  |                  |  |        |             |             |        |                |              |        |  |
|  | Tailandia        | 0                |                |                 |                  |                  |  |        |             |             |        |                |              |        |  |
|  | China            | 3                |                |                 |                  |                  |  |        |             |             |        |                |              |        |  |
|  | China            | 3                |                |                 |                  |                  |  | Perú   | 2           |             |        |                |              |        |  |
|  |                  |                  |                |                 |                  |                  |  | Perú   | 2           |             |        |                |              |        |  |
|  |                  |                  | China          | 3               |                  |                  |  |        |             |             |        |                |              |        |  |
|  | Perú             | 3                | China          | 3               |                  |                  |  |        |             |             |        |                |              |        |  |
|  | Perú             | 3                |                |                 |                  |                  |  |        |             |             |        |                |              |        |  |
|  | Eslovenia        | 0                |                |                 |                  |                  |  |        |             |             |        |                |              |        |  |
|  | Eslovenia        | 0                |                | Perú            | 3                |                  |  |        |             |             |        | Tercer lugar   | Tercer lugar |        |  |
|  |                  |                  |                | Perú            | 3                |                  |  |        |             |             |        | Tercer lugar   | Tercer lugar |        |  |
|  |                  |                  | Serbia         | 2               |                  |                  |  |        |             |             |        |                |              |        |  |
|  | Serbia           | 3                | Serbia         | 2               |                  |                  |  |        |             |             | Brasil | 3              |              |        |  |
|  | Serbia           | 3                |                |                 |                  |                  |  |        |             |             | Brasil | 3              |              |        |  |
|  | Grecia           | 1                |                |                 |                  |                  |  |        |             |             |        |                | Perú         | 0      |  |
|  | Grecia           | 1                |                |                 |                  |                  |  |        |             |             |        |                | Perú         | 0      |  |
|  |                  |                  |                |                 |                  |                  |  |        |             |             |        |                |              |        |  |

### Octavos de final
| Fecha  |                | Resultado |                 | Set   | Set   | Set   | Set   | Set  | Puntuación total | Reporte |
| Fecha  | 1              | Resultado | 2               | 3     | 4     | 5     |       |      | Puntuación total | Reporte |
| ------ | -------------- | --------- | --------------- | ----- | ----- | ----- | ----- | ---- | ---------------- | ------- |
| 1-8-13 | Japón          | 3-0       | Egipto          | 25-11 | 25-07 | 25-14 |       |      | 75-34            | P2P3    |
| 1-8-13 | Brasil         | 3-2       | Italia          | 18-25 | 25-14 | 25-23 | 22-25 | 15-7 | 105-94           | P2P3    |
| 1-8-13 | Puerto Rico    | 1-3       | Polonia         | 21–25 | 24–26 | 25–22 | 25–27 |      | 95-100           | P2P3    |
| 1-8-13 | Estados Unidos | 3-0       | China Taipéi    | 25–19 | 25–11 | 25–17 |       |      | 75-47            | P2P3    |
| 1-8-13 | Turquía        | 1-3       | Rep. Dominicana | 25-16 | 28-30 | 18-25 | 17-25 |      | 88-96            | P2P3    |
| 1-8-13 | Tailandia      | 0-3       | China           | 18–25 | 5–25  | 19–25 |       |      | 42-75            | P2P3    |
| 1-8-13 | Perú           | 3-0       | Eslovenia       | 25-19 | 25-14 | 25-21 |       |      | 75-54            | P2P3    |
| 1-8-13 | Serbia         | 3-1       | Grecia          | 25-22 | 25-19 | 20-25 | 25-16 |      | 95-82            | P2P3    |

### Cuartos de final
| Fecha  |                 | Resultado |         | Set   | Set   | Set   | Set   | Set  | Puntuación total | Reporte |
| Fecha  | 1               | Resultado | 2       | 3     | 4     | 5     |       |      | Puntuación total | Reporte |
| ------ | --------------- | --------- | ------- | ----- | ----- | ----- | ----- | ---- | ---------------- | ------- |
| 2-8-13 | Japón           | 0-3       | Brasil  | 23-25 | 22-25 | 22-25 |       |      | 67-75            | P2P3    |
| 2-8-13 | Estados Unidos  | 3-2       | Polonia | 22-25 | 20-25 | 26-24 | 25-20 | 15-8 | 66-76            | P2P3    |
| 2-8-13 | Rep. Dominicana | 2-3       | China   | 25-22 | 25-20 | 11-25 | 22-25 | 6-15 | 89-107           | P2P3    |
| 2-8-13 | Perú            | 3-2       | Serbia  | 16-25 | 25-22 | 25-19 | 21-25 | 15-8 | 102-99           | P2P3    |

### Semifinales
| Fecha  |        | Resultado |                | Set   | Set   | Set   | Set   | Set   | Puntuación total | Reporte |
| Fecha  | 1      | Resultado | 2              | 3     | 4     | 5     |       |       | Puntuación total | Reporte |
| ------ | ------ | --------- | -------------- | ----- | ----- | ----- | ----- | ----- | ---------------- | ------- |
| 3-8-13 | Brasil | 2-3       | Estados Unidos | 25-16 | 14-25 | 25-20 | 17-25 | 12-15 | 93-101           | P2P3    |
| 3-8-13 | Perú   | 2-3       | China          | 25-17 | 25-22 | 20-25 | 19-25 | 21-23 | 110-112          | P2P3    |

### 3.erpuesto
| Fecha  |        | Resultado |      | Set   | Set   | Set   | Set | Set | Puntuación total | Reporte |
| Fecha  | 1      | Resultado | 2    | 3     | 4     | 5     |     |     | Puntuación total | Reporte |
| ------ | ------ | --------- | ---- | ----- | ----- | ----- | --- | --- | ---------------- | ------- |
| 4-8-13 | Brasil | 3-0       | Perú | 25-19 | 25-23 | 25-12 |     |     | 75-54            | P2P3    |

### Final
| Fecha  |                | Resultado |       | Set   | Set   | Set   | Set | Set | Puntuación total | Reporte |
| Fecha  | 1              | Resultado | 2     | 3     | 4     | 5     |     |     | Puntuación total | Reporte |
| ------ | -------------- | --------- | ----- | ----- | ----- | ----- | --- | --- | ---------------- | ------- |
| 4-8-13 | Estados Unidos | 0-3       | China | 16-25 | 21-25 | 23-25 |     |     | 60-75            | P2P3    |

### Clasificación 5.º-8.º puesto
|  | 5.º-8.º         | 5.º-8.º |        |       | 5.º-6.º         | 5.º-6.º |  |
|  |                 |         |        |       |                 |         |  |
|  |                 |         |        |       |                 |         |  |
|  | Japón           | 3       |        |       |                 |         |  |
|  | Japón           | 3       |        |       |                 |         |  |
|  | Polonia         | 0       |        |       |                 |         |  |
|  | Polonia         | 0       |        | Japón | 3               |         |  |
|  |                 |         |        | Japón | 3               |         |  |
|  |                 |         | Serbia | 2     |                 |         |  |
|  | Rep. Dominicana | 2       | Serbia | 2     |                 |         |  |
|  | Rep. Dominicana | 2       |        |       |                 |         |  |
|  | Serbia          | 3       |        |       | 7.º-8.º         | 7.º-8.º |  |
|  | Serbia          | 3       |        |       | 7.º-8.º         | 7.º-8.º |  |
|  |                 |         |        |       |                 |         |  |
|  |                 |         |        |       | Polonia         | 3       |  |
|  |                 |         |        |       | Polonia         | 3       |  |
|  |                 |         |        |       | Rep. Dominicana | 1       |  |
|  |                 |         |        |       | Rep. Dominicana | 1       |  |
|  |                 |         |        |       |                 |         |  |

| Fecha  |                 | Resultado |         | Set   | Set   | Set   | Set   | Set   | Puntuación total | Reporte |
| Fecha  | 1               | Resultado | 2       | 3     | 4     | 5     |       |       | Puntuación total | Reporte |
| ------ | --------------- | --------- | ------- | ----- | ----- | ----- | ----- | ----- | ---------------- | ------- |
| 3-8-13 | Japón           | 3-0       | Polonia | 30-28 | 25-23 | 26-24 |       |       | 81-75            | P2P3    |
| 3-8-13 | Rep. Dominicana | 2-3       | Serbia  | 20-25 | 25-20 | 12-25 | 25-23 | 16-18 | 98-111           | P2P3    |

### Clasificación 7.º puesto
| Fecha  |         | Resultado |                 | Set   | Set   | Set   | Set   | Set | Puntuación total | Reporte |
| Fecha  | 1       | Resultado | 2               | 3     | 4     | 5     |       |     | Puntuación total | Reporte |
| ------ | ------- | --------- | --------------- | ----- | ----- | ----- | ----- | --- | ---------------- | ------- |
| 4-8-13 | Polonia | 3-1       | Rep. Dominicana | 25-11 | 19-25 | 25-16 | 25-14 |     | 94-66            | P2P3    |

### Clasificación 5.º puesto
| Fecha  |       | Resultado |        | Set   | Set   | Set   | Set   | Set   | Puntuación total | Reporte |
| Fecha  | 1     | Resultado | 2      | 3     | 4     | 5     |       |       | Puntuación total | Reporte |
| ------ | ----- | --------- | ------ | ----- | ----- | ----- | ----- | ----- | ---------------- | ------- |
| 4-8-13 | Japón | 3-2       | Serbia | 14-25 | 23-25 | 25-20 | 25-15 | 15-13 | 102-98           | P2P3    |

### Clasificación 9.º-16.º puesto
|  | 13.er y 14.º puesto | 13.er y 14.º puesto |             |        | Semifinales  | Semifinales |              |          | Cuartos de final | Cuartos de final |         |        | Semifinales        | Semifinales        |  |  | 9.º y 10.º puesto | 9.º y 10.º puesto |
|  |                     |                     |             |        |              |             |              |          |                  |                  |         |        |                    |                    |  |  |                   |                   |
|  |                     |                     |             |        |              |             |              |          | 02-08-13         |                  |         |        |                    |                    |  |  |                   |                   |
|  |                     |                     |             |        |              |             |              |          |                  |                  |         |        |                    |                    |  |  |                   |                   |
|  | 04-08-13            | 04-08-13            |             |        | 03-08-13     | 03-08-13    |              |          | Egipto           | 0                |         |        | 03-08-13           | 03-08-13           |  |  | 04-08-13          | 04-08-13          |
|  | 04-08-13            | 04-08-13            |             |        | 03-08-13     | 03-08-13    |              |          | Egipto           | 0                |         |        | 03-08-13           | 03-08-13           |  |  | 04-08-13          | 04-08-13          |
|  | 04-08-13            | 04-08-13            |             |        | 03-08-13     | 03-08-13    | Italia       | 3        |                  |                  |         |        | 03-08-13           | 03-08-13           |  |  | 04-08-13          | 04-08-13          |
|  | 04-08-13            | 04-08-13            |             | Egipto | 1            |             | Italia       | 3        |                  |                  |         | Italia | 3                  |                    |  |  | 04-08-13          | 04-08-13          |
|  | 04-08-13            | 04-08-13            | 02-08-13    | Egipto | 1            |             |              |          |                  |                  |         | Italia | 3                  |                    |  |  | 04-08-13          | 04-08-13          |
|  | 04-08-13            | 04-08-13            |             |        | Puerto Rico  | 3           |              |          | China Taipéi     | 0                |         |        |                    |                    |  |  | 04-08-13          | 04-08-13          |
|  | 04-08-13            | 04-08-13            | Puerto Rico | 2      | Puerto Rico  | 3           |              |          | China Taipéi     | 0                |         |        |                    |                    |  |  | 04-08-13          | 04-08-13          |
|  | 04-08-13            | 04-08-13            | Puerto Rico | 2      |              |             |              |          |                  |                  |         |        |                    |                    |  |  | 04-08-13          | 04-08-13          |
|  | 04-08-13            | 04-08-13            |             |        | China Taipéi | 3           |              |          |                  |                  |         |        |                    |                    |  |  | 04-08-13          | 04-08-13          |
|  | Puerto Rico         | 1                   |             |        | China Taipéi | 3           | Italia       | 2        |                  |                  |         |        |                    |                    |  |  |                   |                   |
|  | Puerto Rico         | 1                   | 02-08-13    |        |              |             | Italia       | 2        |                  |                  |         |        |                    |                    |  |  |                   |                   |
|  | Eslovenia           | 3                   |             |        | Turquía      | 3           |              |          |                  |                  |         |        |                    |                    |  |  |                   |                   |
|  | Eslovenia           | 3                   | Turquía     | 3      | Turquía      | 3           |              |          |                  |                  |         |        |                    |                    |  |  |                   |                   |
|  |                     |                     | Turquía     | 3      | 03-08-13     | 03-08-13    | 03-08-13     | 03-08-13 |                  |                  |         |        |                    |                    |  |  |                   |                   |
|  |                     |                     | Tailandia   | 0      | 03-08-13     | 03-08-13    | 03-08-13     | 03-08-13 |                  |                  |         |        |                    |                    |  |  |                   |                   |
|  | 15.º y 16.º puesto  | 15.º y 16.º puesto  | Tailandia   | 0      | Tailandia    | 2           |              |          |                  |                  | Turquía | 3      | 11.º y 12.º puesto | 11.º y 12.º puesto |  |  |                   |                   |
|  | 15.º y 16.º puesto  | 15.º y 16.º puesto  | 02-08-13    |        | Tailandia    | 2           |              |          |                  |                  | Turquía | 3      | 11.º y 12.º puesto | 11.º y 12.º puesto |  |  |                   |                   |
|  | 04-08-13            | 04-08-13            |             |        | Eslovenia    | 3           |              |          | Grecia           | 1                |         |        | 04-08-13           | 04-08-13           |  |  |                   |                   |
|  | Egipto              | 3                   | Eslovenia   | 1      | Eslovenia    | 3           | China Taipéi | 3        | Grecia           | 1                |         |        |                    |                    |  |  |                   |                   |
|  | Egipto              | 3                   | Eslovenia   | 1      |              |             | China Taipéi | 3        |                  |                  |         |        |                    |                    |  |  |                   |                   |
|  | Tailandia           | 2                   |             |        | Grecia       | 3           |              |          | Grecia           | 1                |         |        |                    |                    |  |  |                   |                   |
|  | Tailandia           | 2                   |             |        | Grecia       | 3           |              |          | Grecia           | 1                |         |        |                    |                    |  |  |                   |                   |

### Cuartos de final
| Fecha  |             | Resultado |              | Set   | Set   | Set   | Set   | Set  | Puntuación total | Reporte |
| Fecha  | 1           | Resultado | 2            | 3     | 4     | 5     |       |      | Puntuación total | Reporte |
| ------ | ----------- | --------- | ------------ | ----- | ----- | ----- | ----- | ---- | ---------------- | ------- |
| 2-8-13 | Egipto      | 0-3       | Italia       | 23-25 | 18-25 | 19-25 |       |      | 60-75            | P2P3    |
| 2-8-13 | Puerto Rico | 2-3       | China Taipéi | 20-25 | 26-28 | 25-21 | 25-18 | 8-15 | 104-107          | P2P3    |
| 2-8-13 | Turquía     | 3-0       | Tailandia    | 25-21 | 25-15 | 25-10 |       |      | 75-46            | P2P3    |
| 2-8-13 | Eslovenia   | 1-3       | Grecia       | 19-25 | 26-24 | 19-25 | 18-25 |      | 82-99            | P2P3    |

### Semifinales
| Fecha  |           | Resultado |             | Set   | Set   | Set   | Set   | Set  | Puntuación total | Reporte |
| Fecha  | 1         | Resultado | 2           | 3     | 4     | 5     |       |      | Puntuación total | Reporte |
| ------ | --------- | --------- | ----------- | ----- | ----- | ----- | ----- | ---- | ---------------- | ------- |
| 3-8-13 | Egipto    | 1-3       | Puerto Rico | 25-22 | 24-26 | 12-25 | 22-25 |      | 83-98            | P2P3    |
| 3-8-13 | Tailandia | 2-3       | Eslovenia   | 22-25 | 21-25 | 25-22 | 25-20 | 6-15 | 99-107           | P2P3    |

| Fecha  |         | Resultado |              | Set   | Set   | Set   | Set   | Set | Puntuación total | Reporte |
| Fecha  | 1       | Resultado | 2            | 3     | 4     | 5     |       |     | Puntuación total | Reporte |
| ------ | ------- | --------- | ------------ | ----- | ----- | ----- | ----- | --- | ---------------- | ------- |
| 3-8-13 | Italia  | 3-0       | China Taipéi | 25-23 | 25-17 | 25-12 |       |     | 75-52            | P2P3    |
| 3-8-13 | Turquía | 3-1       | Grecia       | 17-25 | 25-12 | 25-21 | 25-23 |     | 92-81            | P2P3    |

### 15.º puesto
| Fecha  |        | Resultado |           | Set   | Set   | Set   | Set   | Set  | Puntuación total | Reporte |
| Fecha  | 1      | Resultado | 2         | 3     | 4     | 5     |       |      | Puntuación total | Reporte |
| ------ | ------ | --------- | --------- | ----- | ----- | ----- | ----- | ---- | ---------------- | ------- |
| 4-8-13 | Egipto | 3-2       | Tailandia | 20-25 | 25-21 | 25-20 | 18-25 | 15-8 | 103-99           | P2P3    |

### 13.erpuesto
| Fecha  |             | Resultado |           | Set   | Set   | Set   | Set   | Set | Puntuación total | Reporte |
| Fecha  | 1           | Resultado | 2         | 3     | 4     | 5     |       |     | Puntuación total | Reporte |
| ------ | ----------- | --------- | --------- | ----- | ----- | ----- | ----- | --- | ---------------- | ------- |
| 4-8-13 | Puerto Rico | 1-3       | Eslovenia | 17-25 | 25-27 | 26-24 | 24-26 |     | 92-102           | P2P3    |

### 11.º puesto
| Fecha  |              | Resultado |        | Set   | Set   | Set   | Set   | Set | Puntuación total | Reporte |
| Fecha  | 1            | Resultado | 2      | 3     | 4     | 5     |       |     | Puntuación total | Reporte |
| ------ | ------------ | --------- | ------ | ----- | ----- | ----- | ----- | --- | ---------------- | ------- |
| 4-8-13 | China Taipéi | 3-1       | Grecia | 25-23 | 25-18 | 14-25 | 25-22 |     | 89-88            | P2P3    |

### 9.º puesto
| Fecha  |        | Resultado |         | Set   | Set   | Set   | Set   | Set   | Puntuación total | Reporte |
| Fecha  | 1      | Resultado | 2       | 3     | 4     | 5     |       |       | Puntuación total | Reporte |
| ------ | ------ | --------- | ------- | ----- | ----- | ----- | ----- | ----- | ---------------- | ------- |
| 4-8-13 | Italia | 2-3       | Turquía | 22-25 | 21-25 | 25-20 | 25-18 | 12-15 | 105-103          | P2P3    |

### Clasificación
| Pos. | Equipo    | PJ | PG | PP | SF | SC | PTOS. |
| ---- | --------- | -- | -- | -- | -- | -- | ----- |
| 17   | México    | 3  | 3  | 0  | 9  | 1  | 8     |
| 18   | Túnez     | 3  | 2  | 1  | 7  | 3  | 6     |
| 19   | Argentina | 3  | 1  | 2  | 3  | 7  | 4     |
| 20   | Algeria   | 3  | 0  | 3  | 1  | 9  | 2     |

### Resultados
| Fecha  |         | Resultado |           | Set   | Set   | Set   | Set   | Set   | Puntuación total | Reporte |
| Fecha  | 1       | Resultado | 2         | 3     | 4     | 5     |       |       | Puntuación total | Reporte |
| ------ | ------- | --------- | --------- | ----- | ----- | ----- | ----- | ----- | ---------------- | ------- |
| 1-8-13 | México  | 3-1       | Túnez     | 25-12 | 25-21 | 16-25 | 21-25 |       | 101-89           | P2P3    |
| 1-8-13 | Argelia | 0-3       | Argentina | 17-25 | 12-25 | 21-25 |       |       | 59-75            | P2 P3   |
| 2-8-13 | Argelia | 1-3       | México    | 16-25 | 25-21 | 19-25 | 14-25 |       | 64-75            | P2P3    |
| 2-8-13 | Túnez   | 3-2       | Argentina | 25-18 | 25-18 | 25-20 | 25-23 | 15-10 | 118-109          | P2P3    |
| 3-8-13 | México  | 3-0       | Argentina | 25-21 | 25-18 | 25-18 |       |       | 75-51            | P2P3    |
| 3-8-13 | Argelia | 1-3       | Túnez     | 17-25 | 25-23 | 20-25 | 19-25 |       | 78-95            | P2P3    |

## Podio
| Bandera de la República Popular China |
| Campeón                               |
| China 4.º título                      |

| Bandera de Estados Unidos |
| Subcampeón                |
| Estados Unidos            |

| Bandera de Brasil |
| 3.er lugar        |
| Brasil            |

| Bandera de Perú |
| 4.º lugar       |
| Perú            |

## Clasificación general
|    | Equipos              |
| -- | -------------------- |
|    | China                |
|    | Estados Unidos       |
|    | Brasil               |
| 4  | Perú                 |
| 5  | Japón                |
| 6  | Serbia               |
| 7  | Polonia              |
| 8  | República Dominicana |
| 9  | Turquía              |
| 10 | Italia               |
| 11 | China Taipéi         |
| 12 | Grecia               |
| 13 | Eslovenia            |
| 14 | Puerto Rico          |
| 15 | Egipto               |
| 16 | Tailandia            |
| 17 | México               |
| 18 | Túnez                |
| 19 | Argentina            |
| 20 | Argelia              |

## Equipo Estrella
| - Jugadora más valiosa - Xinyue Yuan (CHN) - Mejor punta - Yunlu Wang (CHN) - Brayelin Martinez (DOM) - Mejor opuesta - Ángela Leyva (PER) | - Mejor armadora - Jordyn Poulter (USA) - Mejor central - Xinyue Yuan (CHN) - Audriana Fitzmorris (USA) - Mejor líbero - Minori Wada (JAP) |

### Mejores jugadoras
| - Mejor anotadora - Mundial de Voleibol Femenino Sub-17 de 2024 (JAP) - Mejor atacante - Xinyue Yuan (CHN) - Mejor bloqueador - Kornelia Moskwa (POL) - Mejor sacadora - Elina Rodríguez (ARG) | - Mejor defensa - Minori Wada (JAP) - Mejor armadora - Airi Tahara (JAP) - Mejor recepción - Gabriel Ruiz (BRA) |

| Predecesor: Turquía 2011 | Campeonato Mundial de Voleibol Femenino Sub-18 Tailandia 2013 | Sucesor: Perú 2015 |

- Datos: Q1826445